# ドナシャン・ノノット
ドナ・ノノットまたはドナシャン・ノノット（Donat NonnotteまたはDonatien Nonnotte,1708年2月10日 - 1785年2月5日）はフランスの画家である。おもに肖像画を描いた。

## 略歴
フランス東部、ブザンソンの旧家に生まれた。弟にヴォルテールと論争したことで知られる神学者、クロード＝アドリアン・ノノット(Claude-Adrien Nonnotte: 1711-1793)がいる。幼いころから美術家を目指し、地元の画家に学んだ後、パリに出て、1836年に王室の筆頭画家(premier peintre du Roi)になるフランソワ・ルモワーヌ(François Lemoyne: 1688–1737)の工房に1728年に入った。
ルモワーヌの弟子のなかで、技量を認められルモワーヌの助手として、サン＝シュルピス教会の礼拝堂(chapelle de la Vierge)や宮殿の壁画の仕事をした。歴史画も描くようになり、アンタン公爵(duc d’Antin )の援助もうけるようになったが、1736年に公爵が死去し、1737年に師のルモワーヌも死去したため、後援者を失うことになった。1737年に裕福な年上の未亡人と結婚した。肖像画家として働き、パリの展覧会に出展した。
1754年にリヨン市の公式画家に任じられ、リヨンに移った。リヨンで亡くなるまで活動し、無料の美術学校を開き、ジャン＝フランソワ・コルソン(Jean-François Colson: 1733-1803)やフランソワ＝ユベール・ドルーエ(François-Hubert Drouais: 1727-1775)らを教えた。

## 作品

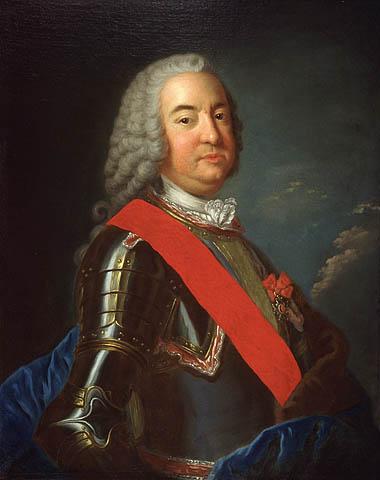
侯爵ピエール・フランソワ・ド・リゴー  (1753/1755)
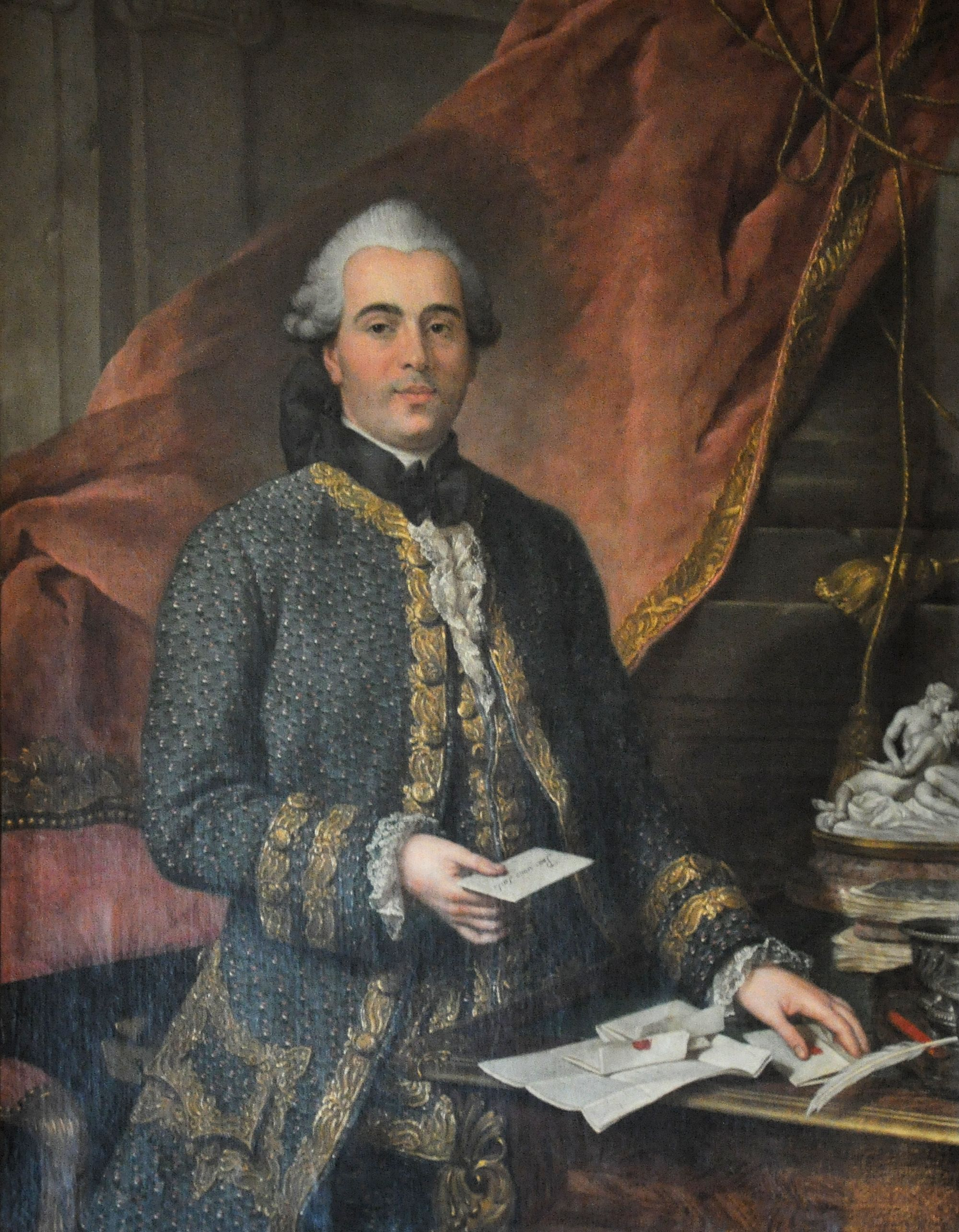
Jacques de Flesselles-軍人 (1768)
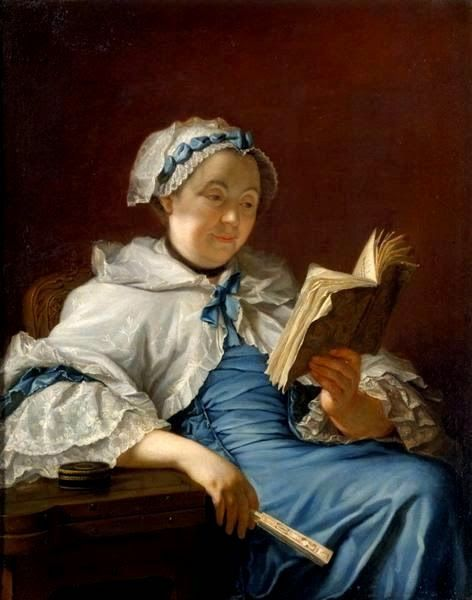
読書 (1758)
Charlotte Fredrike Sparre en vestale(1741)